# Bratrstvo Notre-Dame
Bratrstvo Notre-Dame (Naší Paní) bylo bohaté a vlivné sdružení sídlící ve městě 's-Hertogenbosch, které vzniklo v roce 1318. Bratrstvo mělo dva typy členů: řádné a přísežné. Vytvářelo důležitou společenskou síť. Bratrstvo zastávalo charitativní činnost, zaměstnávalo hudební skladatele, výtvarníky, kteří zdobili kaple Notre-Dame. Mezi přísežné členy patřil i Hieronymus Bosch.